# Chwalęcice (województwo łódzkie)
Chwalęcice – wieś w Polsce położona w województwie łódzkim, w powiecie sieradzkim, w gminie Goszczanów.
Chwalęcice położone są w zachodniej części województwa łódzkiego, 30 km od Kalisza i około 30 km od Sieradza w odległości 18 km od zbiornika retencyjnego Jeziorsko, przy drodze Turek – Błaszki.
W latach 1975–1998 miejscowość administracyjnie należała do województwa sieradzkiego.
Według Narodowego Spisu Powszechnego Ludności i Mieszkań z 2021 roku liczba ludności we wsi Chwalęcice to 232 z czego 50,0% mieszkańców stanowią kobiety, a 50,0% ludności to mężczyźni. Miejscowość zamieszkuje 4,3% mieszkańców gminy
.

## Historia
Historycznie położone są w Kaliskiem, na ziemi sieradzkiej; do II rozbioru Polski (1793) leżały w powiecie sieradzkim województwa sieradzkiego, po utworzeniu Księstwa Warszawskiego (1807) leżały w departamencie kaliskim, po utworzeniu Królestwa Polskiego (1815) leżały w województwie kaliskim. Wieś przez blisko 100 lat stanowiła majątek rodziny Suchorskich. Chwalęcice dawniej nosiły nazwę Falęcice. 

## Urodzeni w Chwalęcicach
- Jan Augustyniak – polski bibliotekarz, działacz społeczny i oświatowy, profesor nadzwyczajny Uniwersytetu Łódzkiego[4].

## Części wsi
| SIMC    | Nazwa    | Rodzaj    |
| ------- | -------- | --------- |
| 0703546 | Wójcinek | część wsi |

## Turystyka
Przez wieś prowadzi czerwony szlak „Powstańców 1863 r.” długości 52 km z Warty do Gruszczyc.

## Zabytki
Dawny dwór, park dworski